# 関西ピアノ専門音楽学校
 関西ピアノ専門音楽学校（かんさいピアノせんもんおんがくがっこう）は、大阪市東住吉区にかつてあった専修学校。

## 概要
エコールノルマル音楽院で学びアルフレッド・コルトーに師事した山田忍により1968年に創立された。フランスの音楽専門学校の教育システムを取り入れ、プロピアニスト・ピアノ教師の養成を目的とする。
2018年に閉校し、証明書発行等の事務は一般財団法人カンセイ・ド・アシヤ文化財団に引き継がれている。

## 沿革
- 1968年4月 - 開校
- 2018年3月 - 閉校

## 学科
- 音楽本科（ピアノ専攻）
- 研究科（本科卒業・音大・音短大卒業後のみ）

## 所在地
- 〒546-0035 大阪府大阪市東住吉区山坂5-3-22
- 最寄り駅：阪和線 鶴ケ丘駅